# 沈阳东进足球俱乐部
沈阳东进足球俱乐部（Shenyang Dongjin FC）是一支中国足球俱乐部，前身为1999年成立的济宁九巨龙足球俱乐部。俱乐部成立于2008年，位于辽宁省沈阳市，是足球大省辽宁在沈阳金德南迁长沙后新组建的一支足球队。球队成立后立即在2008年中国足球乙级联赛获得冠军，参加2009年中国足球甲级联赛。2013年，球队降入乙级。2018年7月9日，球队被强制退出中乙联赛，结束了一段10年的职业俱乐部征程。

## 球队历史

### 济宁九巨龙时期
济宁九巨龙足球俱乐部，成立于1999年，在乙级联赛中打拼了5个赛季，始终与中国足球甲级联赛无缘，济宁九巨龙队参加的最后一届乙级联赛中，球队以11胜7平4负的战绩列南区12支队的第四，在淘汰赛阶段被最后冲甲成功的延边队以两回合8:4的总比分淘汰。

### 宁波中豹时期
宁波中豹队是由慈溪市鑫吉电器有限公司老板顾南侠买进的，球队基地为天童足球学校，一线队和二线队加起来近50人。一线队前身是济宁九巨龙足球俱乐部，二线队是从辽宁整体买进的，以1987和1988年龄段的球员为主，也有1989年和1990年的小球员。
球队成立于2005年，位于浙江省宁波市管辖的县级市慈溪，俱乐部是中国第一支县级市的职业足球俱乐部，曾參加2005年及2006年的中国足球乙级联赛，2007年俱乐部不参加中国足球乙级联赛，但保留乙级资格，球队在2005赛季和2006赛季的乙级联赛中都没取得什么好成绩。在2006赛季中，球队最终只取得了南区第九名。

### 沈阳东进时期
由于沈阳金德的南迁，导致了沈阳市没有了一支属于自己的职业足球队，沈阳市足协决定要重建沈足。考虑到沈阳足球有着深厚的基础，也体谅到资金方面的问题，沈阳市足协认定，从乙级重新打起是最好的选择。在这种情况下，沈阳东进集团董事长王进基与沈阳市足协合作，在08年初成立了沈阳足球队。由于已经错过了今年全国足球乙级联赛的注册时间，王进基便花钱购买了另一支乙级队宁波慈溪中豹队，借壳获得了乙级联赛参赛资格。王进基花费数百万资金从金德队购买了张烈、于波、尹良毅、邓黎多名实力不俗的队员，还让原本准备退役的老沈足队员陈波和杜苹回归，于是一支崭新的沈阳东进足球俱乐部诞生了。
新沈足不负众望，提前两轮便锁定了北区第1的位置，2008年12月21日在半决赛中凭借互射点球战胜了三峡大学，成功冲入2009年中甲。在兩日後進行的總決賽，球隊更成功擊敗廣東日之泉，奪得2008年中國足球乙級聯賽冠軍。
升級成功之後，瀋陽東進俱樂部將2009賽季的目標定為保十爭八，沒有提出沖超口號。東進隊引進了包括遼足舊將曲聖卿在內的9名內援，成為當賽季中甲引進內援最多的球隊。此外，瀋陽東進隊將主場遷到了瀋陽奧林匹克體育中心。2009年中國足球甲級聯賽瀋陽東進獲第三名，險些打進中超。2010年中國足球甲級聯賽沈阳东进获得第七名，与中超无缘。引进外援的失败或许是没有能够冲超成功的最大原因。

### 呼和浩特东进时期
2012年2月，沈阳东进和内蒙古自治区呼和浩特市体育局签约2年，将球队的主场迁至呼和浩特，队名也更改为沈阳东进足球俱乐部呼和浩特东进队，简称呼和浩特东进队。但在2012赛季结束，球队积分垫底，降入乙级联赛。2013年，在呼和浩特参加了半个赛季乙级联赛后，于7月23日迁回沈阳，但事实上将主场放在邻近的本溪市体育场。
2015年，沈阳东进因为资金问题解散了一线队，但依旧报名参加了中乙联赛，依靠一批17、18岁的球员参赛。
2018年，由于欠薪，球队被强制退出中乙联赛，并疑似已经解散。

## 队名变化
- 1999-2004年，济宁九巨龙足球俱乐部
- 2005-2007年，宁波慈溪中豹足球俱乐部
- 2008-2011年，沈阳东进足球俱乐部
- 2012-2013年，沈阳东进足球俱乐部呼和浩特东进队
- 2013-2018年，沈阳东进足球俱乐部
- 2018年，球队退出职业联赛

## 队徽变化
济宁九巨龙时期的队徽来自九巨龙公司的标志，即三个正方形、九个圆形。球队迁至宁波后，修改队徽，队徽中的豹子呼应了“慈溪中豹”的队名。球队到了沈阳，又把队徽改成了凤凰腾飞。2010赛季，球队启用新队徽，把原来的凤凰图案放在一个盾形轮廓中。